# Беннан
Беннан (араб. بنان) — місто в Тунісі у регіоні Сахель. Входить до складу вілаєту Монастір. Станом на 2004 рік тут проживало 12 168 осіб.
| Туніс | Це незавершена стаття з географії Тунісу. Ви можете допомогти проєкту, виправивши або дописавши її. |